# Северно отбранително сътрудничество

## Северно отбранително сътрудничество
Северно отбранително сътрудничество (Nordefco) е резултат от сътрудничеството между скандинавските държави в областта на отбраната. Нейните пет членове са: Дания, Финландия, Исландия, Норвегия и Швеция.
Целта на организацията е да засили отбранителните способности на страните членки чрез определяне на области за сътрудничество и насърчаване на ефективни решения. В меморандума за разбирателство, подписан в Хелзинки на 4 ноември 2009 г., Северното отбранително сътрудничество наследява скандинавските отбранителни структури (NORDSUP), скандинавското сътрудничество въоръжение (NORDAC) и Nordic Координирано споразумение за военно поддържане на мира (NORDCAPS), предишните паралелни споразумения за сътрудничество.
Участието в NORDEFCO е доброволно и държавите могат да избират в кои области искат да си сътрудничат и в каква степен. Това означава, че сътрудничеството може да се осъществи както двустранно, така и между всичките пет членове. В рамките на организационния се счита също, че може да се работи и с не-скандинавски страни и организации във военната област. Според официалната уеб страница, сътрудничеството се основава на убеждението, че има какво да се спечели чрез споделянето на военните разходи, съвместни решения и съвместни действия. Това обаче подчертава и факта, че NORDEFCO не е военен съюз:

## Цели и задачи
Основната цел и цел на Северното сътрудничество в областта на отбраната е да укрепи националната отбрана на участващите държави, да проучи общи взаимодействия и да улесни ефективни общи решения.
За да се постигне тази цел, целите на Северното отбранително сътрудничество включват:
- Всеобхватен, засилен и дългосрочен подход към въпросите, свързани с отбраната
- Определяне и обсъждане на стратегически и политически въпроси, свързани с отбраната, от общ интерес
- Увеличаване на оперативния ефект и качеството на въоръжените сили
- Стремеж към оптимално разпределение на ресурсите и ефективност на разходите в области, свързани с отбраната
- Развиване на оперативна съвместимост и способност за съвместно действие
- Развиване на сътрудничеството в областта на многонационалните операции, реформата в сектора на сигурността, свързана с отбраната и изграждане на капацитет в подкрепа на международния мир и сигурност
- Постигнете технологични ползи
- Насърчаване на конкурентоспособността на отбранителната промишленост;
- Засилване на сътрудничеството във всяка друга възможна бъдеща област на сътрудничество.

## Военни цели
Повишен и надежден оперативен ефект чрез безгранично сътрудничество. Военно структура на NORDEFCO има за цел сътрудничеството в целия спектър на отбранителните структури с държавите с цел постигане на по-добра икономическа ефективност и качество, като по този начин се създаде по-голяма оперативна ефективност. Тази цел може да бъде разделена на три части:
- По-ефективно производство на военни способности, което ще позволи освобождаването на ресурси в полза на повишената оперативна способност. Взаимното сътрудничество в рамките на целия спектър отбранителни структури ще създаде ефективност на разходите и по този начин ще освободи ресурси за повишена оперативна способност. С течение на времето, с увеличаване на интеграцията на системите и оперативната съвместимост, потенциалът за рентабилно използване на ресурси ще се увеличи.

- Способността да се поддържат и развиват национално определени оперативни способности. Чрез сътрудничество в развитието и производството на способности северните страни могат да поддържат и развиват дълбочина и ширина на своите национални възможности. Това означава способността да се поддържат единични възможности над точката на критично ниво.

- Комбиниран и рентабилен принос към международните усилия за мир и сигурност. Най-добрият начин за справяне със съвременните предизвикателства пред мира и сигурността е чрез сътрудничество. Дълбокото и всеобхватно сътрудничество ще позволи да допринесе по-големи, по-ефективни и устойчиви звена в международните усилия за мир и сигурност в рамките на операции, ръководени от ЕС, НАТО и ООН.